# A Békéscsaba 1912 Előre SE 2014–2015-ös szezonja

## A szezon áttekintése
A 2014-15-ös bajnoki szezon a klub életének minden szegmensében gyökeres változásokat hozott. Az öt éve irányító elnökség tervei a jövőre nézve három részből álltak: az infrastruktúra fejlesztése, az utánpótlás rendszer korszerűsítése és a felnőtt csapat eredményességének biztosítása. Az infrastruktúra fejlesztése tavalyi szezon során már megkezdődött, a fejlesztések összértéke jóval meghaladja az egymilliárd forintot. A beruházások befejezésének határideje a 2015-ös év vége. Erre a bajnoki szezonra ismét egy új edzői stáb készítette fel a csapatot. Zoran Spisljak vezetőedzőként, Bücs Zsolt és Purguly Árpád szakmai stábtagokként 3-3 éves szerződést kötöttek a klubbal. A szerb szakember ezt a szezont a csapat kiépítésnek szentelte.

## Átigazolások[2]

### 2014. évi nyári átigazolási időszak

#### Távozott
- Alexandru Leucuţă ->  FC Olt Slatina (Ingyen)
- Ali Calvin Tolmbaye ->  CS Mioveni (Ingyen)
- Pozsár Gábor ->  Szeged 2011 (Ingyen)
- Arbey Mosquera Mina -> (Ismeretlen)
- Horváth Tamás -> (Ismeretlen)
- Lucas ->  Debreceni VSC (Kölcsönből vissza)
- Gajdos Zsolt ->  Puskás Akadémia FC (Kölcsönből vissza)
- Károly Bálint ->  Puskás Akadémia FC (Kölcsönből vissza)
- Nikola Pantović ->  Budapest Honvéd II-MFA (Kölcsönből vissza)

#### Érkezett
- Szabadkígyósi SC ->  Borbély Bálint (Ingyen)
- Kaposvári Rákóczi FC II ->  Szántó Mihály (Ingyen)
- BKV Előre SC ->  Berki Péter (Ingyen)
- Szigetszentmiklósi TK ->  Balogh Miklós (Ingyen)
- FC Tatabánya ->  Birtalan Botond (Ingyen)
- Budapest Honvéd II-MFA ->  Vólent Roland (Ingyen)
- Budapest Honvéd FC ->  Lőrinczy Attila (Kölcsönbe)
- Budapest Honvéd FC ->  Czuczi Márton (Kölcsönbe)
- Debreceni VSC - DEAC II ->  Kertész Tamás (Kölcsönbe)
- Debreceni VSC - DEAC II ->  Bényei Balázs (Kölcsönbe)
- Nyíregyháza Spartacus FC ->  Szilágyi Péter (Ingyen)
- Soproni VSE ->  Balázs Richárd (Ingyen)
- Kecskeméti TE ->  Tölgyesi Viktor (Ingyen)
- Békéscsaba 1912 Előre SE U19 ->  Koszecz Kristóf (Ingyen)
- Békéscsaba 1912 Előre SE U19 ->  Vozár Dávid (Ingyen)
- Békéscsaba 1912 Előre SE U19 ->  Viczián Ádám (Ingyen)

## Események

### Őszi szezon
- 2014. június 5. - Felújították és korszerűsítették a Békéscsaba 1912 Előre székházát. A beruházás 58,8 millió forint összköltségű volt.[3]
- 2014. július - Az fű3-as gyakorló pálya, a fű2-es műfüves pálya, valamint a Tünde utcai salakos pálya felújítása.[4]
- 2014. július 16. - Kölcsönbe érkezett Kertész Tamás (DVSC), a három legmagasabb osztály abszolút gólkirálya.[5]
- 2014. július 31. - A saját nevelésű Viczián Ádám kétéves profi szerződést írt alá, illetve az NB III-as BKV Előrétől érkező Berki Péter egyéves kontraktust kötött a klubbal.[6]
- 2014. augusztus 13. - Szurkolói ankétot tartott a klub, ahol a vezetőedző és az elnökség tájékoztatták a szurkolókat a jövőbeni tervekről.[7]
- 2014. augusztus 21. - Szigetszentmiklósról ingyen érkezett Balogh Miklós, egy évre írt alá a klubhoz.[8]
- 2014. október 17. - Megkezdődik a fű1-es, azaz center pálya felújítása.[9]
- 2014. november 1. - A csapat pályaválasztói jogcserével Szigetszentmiklóson lép pályára a centerpálya felújítása miatt.[9]
- 2014. november 15. - A csapat pályaválasztói jogcserével Soroksáron lép pályára a centerpálya felújítása miatt.[9]
- 2014. november 22. - Az őszi szezon lezártával a második helyen telel az Előre.[10]

## Békéscsabai alkalmazásban

### Vezetőség
Főtulajdonos
- Barkász Sándor

Igazgatóság elnöke
- Dr. Kovács Mihály

Szakmai igazgató
- Pásztor József

Elnökségi tag
- Barkász Sándor

Elnökségi tag
- Gera Imre

### Szakmai stáb
Vezetőedző
- Zoran Spisljak

Edző
- Bücs Zsolt
- Purguly Árpád

Kapusedző
- Hanyecz János

Technikai vezető
- Oláh Imre

Csapatorvos
- Dr. Dányi József

Masszőr
- Bacsa Zoltán
- Baukó András

### Felnőtt csapat
Az Előre FC hivatalos játékoskerete a 2014-15-ös NB II-es bajnokságban:
Utolsó módosítás: 2014. november 15.

#### Ősz
| No. |              | Poszt | Játékos                                   |
| --- | ------------ | ----- | ----------------------------------------- |
| 1   | Magyarország | K     | Czuczi Márton (Kölcsönben a Honvéd-tól)   |
| 2   | Magyarország | V     | Vozár Dávid                               |
| 3   | Magyarország | KP    | Birtalan Botond                           |
| 4   | Magyarország | KP    | Tölgyesi Viktor                           |
| 5   | Magyarország | V     | Koszó Balázs Tibor                        |
| 7   | Magyarország | KP    | Balázs Richárd                            |
| 8   | Magyarország | KP    | Bagi István                               |
| 9   | Magyarország | CS    | Prasler Thomas Michel                     |
| 10  | Magyarország | KP    | Lőrinczy Attila (Kölcsönben a Honvéd-tól) |
| 11  | Magyarország | V     | Balog Zsolt                               |
| 13  | Magyarország | V     | Pataki Zsolt                              |
| 14  | Magyarország | KP    | Borbély Bálint                            |
| 15  | Magyarország | KP    | Soós János                                |

| No. |              | Poszt | Játékos                                     |
| --- | ------------ | ----- | ------------------------------------------- |
| 16  | Magyarország | CS    | Vólent Roland                               |
| 17  | Magyarország | CS    | Kertész Tamás (Kölcsönben a Létavértes-től) |
| 18  | Magyarország | KP    | Király Patrik                               |
| 19  | Magyarország | V     | Balogh Miklós                               |
| 20  | Magyarország | CS    | Szilágyi Péter                              |
| 21  | Magyarország | V     | Juhász György                               |
| 22  | Magyarország | CS    | Viczián Ádám                                |
| 23  | Magyarország | V     | Bényei Balázs (Kölcsönben a Létavértes-től) |
| 24  | Magyarország | CS    | Berki Péter                                 |
| 25  | Magyarország | KP    | Balogh Milán                                |
| 32  | Magyarország | K     | Koszecz Krisóf                              |
| 90  | Magyarország | K     | Póser Dániel                                |

## Mérkőzések

### Merkantil Bank NB II Liga 2014-2015

#### Őszi szezon
| 1. forduló 2014. augusztus 16. 17:30 |

| Békéscsaba 1912 Előre                                   | 2 – 0               | Zalaegerszegi TE FC |
| ------------------------------------------------------- | ------------------- | ------------------- |
| Szilágyi P. 10' Szilágyi P. 49' Bagi 55' Juhász Gy. 73' | (1 – 0) Jegyzőkönyv | Melczer 89'         |

| Kórház utcai stadion, Békéscsaba Nézőszám: 1000 Játékvezető: Berger József (magyar) Asszisztensek: Varga Gábor, Szvetnyik Bence, Karakó Ferenc |

| 2. forduló 2014. augusztus 22. 19:30 |

| Aquital FC Csákvár                                    | 4 – 0               | Békéscsaba 1912 Előre |
| ----------------------------------------------------- | ------------------- | --------------------- |
| Domján 7' Gajdos 29' Gajdos 66' Domján 68' Molnár 90' | (2 – 0) Jegyzőkönyv | Bagi 35' Balog 51'    |

| Csákvári TK Sporttelep, Csákvár Nézőszám: 800 Játékvezető: Oláh Gábor (magyar) Asszisztensek: Horváth Zoltán, Kis Zoltán, Barna Gábor |

| 3. forduló 2014. augusztus 30. 17:30 |

| Békéscsaba 1912 Előre                           | 1 – 0               | Soproni VSE-GYSEV                                            |
| ----------------------------------------------- | ------------------- | ------------------------------------------------------------ |
| Kertész 75' Berki 76' Balogh 79' Juhász Gy. 86' | (0 – 0) Jegyzőkönyv | Pintér 26' Fazekas 29' Horváth 63' Eszlátyi 76' Szabó L. 92' |

| Kórház utcai stadion, Békéscsaba Nézőszám: 750 Játékvezető: Nagy Róbert (magyar) Asszisztensek: Demeter János Galán Roland, Karakó Ferenc |

| 4. forduló 2014. szeptember 5. 15:30 |

| Mezőkövesd-Zsóry FC                                                 | 4 – 0               | Békéscsaba 1912 Előre |
| ------------------------------------------------------------------- | ------------------- | --------------------- |
| Takács 4' Kulcsár 30' Balajti 62' Takács 72' Takács 77' Hegedűs 80' | (2 – 0) Jegyzőkönyv | Bagi 49' Tölgyesi 81' |

| Mezőkövesd SE Sporttelep, Mezőkövesd Nézőszám: 1000 Játékvezető: Solymosi Péter (magyar) Asszisztensek: Ring György, Georgiou Theodoros, Szőts Gergely |

| 5. forduló 2014. szeptember 13. 16:30 |

| Békéscsaba 1912 Előre | 0 – 2               | Gyirmót FC Győr                                 |
| --------------------- | ------------------- | ----------------------------------------------- |
| Szilágyi P. 28'       | (0 – 1) Jegyzőkönyv | Balog 9' Oross 14' Hajba 73' Paku 90' Oross 14' |

| Kórház utcai stadion, Békéscsaba Nézőszám: 500 Játékvezető: Szilasi Szabolcs (magyar) Asszisztensek: Márton Zsolt, Mohos Milán, Kovács J. Zoltán |

| 6. forduló 2014. szeptember 20. 19:00 |

| Vasas SC                                                             | 3 – 2               | Békéscsaba 1912 Előre                                                                                    |
| -------------------------------------------------------------------- | ------------------- | --- |
| Nagy 12' Ferenczi 14' Grúz 51' Remili 63' Remili 75' Rodenbücher 86' | (1 – 1) Jegyzőkönyv | Tölgyesi 12' Lőrinczy 14' Bényei 15' Pataki 30' Bényei 42' Vólent 52' Király 64' Viczián 86' Borbély 93' |

| Illovszky Rudolf Stadion, Budapest Nézőszám: 1800 Játékvezető: Böcskei Balázs (magyar) Asszisztensek: Kis Zoltán, Kiss Balázs, Barna Gábor |

| 7. forduló 2014. szeptember 27. 16:00 |

| Békéscsaba 1912 Előre                                                                                      | 4 – 2               | Balmaz Kamilla Gyógyfürdő                |
| --- | ------------------- | ---------------------------------------- |
| Borbély 8' Vólent 18′ Szilágyi P. 22' Szilágyi P. 29' Juhász Gy. 34' Kertész 43' Balog 51' Szilágyi P. 52' | (3 – 0) Jegyzőkönyv | Papp 31' Angyal 56' Sigér 68' Reznek 90' |

| Kórház utcai stadion, Békéscsaba Nézőszám: 600 Játékvezető: Karakó Ferenc (magyar) Asszisztensek: Galán Roland, Punyi Gyula, Takács János |

| 8. forduló 2014. október 4. 15:00 |

| FC Ajka | 0 - 2               | Békéscsaba 1912 Előre |
| ------- | ------------------- | --------------------- |
|         | (0 - 0) Jegyzőkönyv |                       |

| FC Ajka Sporttelep, Ajka Nézőszám: 250 Játékvezető: Farkas Tibor (magyar) Asszisztensek: Horváth Zoltán, Kovács II. Gábor és Németh Renáta |

| 9. forduló 2014. október 12. 15:00 |

| Békéscsaba 1912 Előre | 1 - 0               | Kaposvári Rákóczi FC |
| --------------------- | ------------------- | -------------------- |
|                       | (1 - 0) Jegyzőkönyv |                      |

| Kórház utcai stadion, Békéscsaba Nézőszám: 1400 Játékvezető: Szabó Zsolt (magyar) Asszisztensek: Király Krisztián, Becséri Gergely és Berger József |

| 10. forduló 2014. október 18. 14:30 |

| Békéscsaba 1912 Előre | 1 - 0               | FGSZ Siófok |
| --------------------- | ------------------- | ----------- |
|                       | (1 - 0) Jegyzőkönyv |             |

| Kórház utcai stadion, Békéscsaba Nézőszám: 600 Játékvezető: Kovács J. Zoltán (magyar) Asszisztensek: Galán Roland, Punyi Gyula és Brezovai Zoltán |

| 11. forduló 2014. október 24. 17:00 |

| Szolnoki MÁV-Stadler Rail | 1 - 2               | Békéscsaba 1912 Előre |
| ------------------------- | ------------------- | --------------------- |
|                           | (0 - 0) Jegyzőkönyv |                       |

| Tiszaligeti stadion, Szolnok Nézőszám: 300 Játékvezető: Oláh Gábor (magyar) Asszisztensek: Pápai Zoltán, Vígh-Tarsonyi Gergő és Böcskei Balázs |

| 12. forduló 2014. november 1. 13:30 |

| Szigetszentmiklósi TK | 0 - 1               | Békéscsaba 1912 Előre |
| --------------------- | ------------------- | --------------------- |
|                       | (0 - 1) Jegyzőkönyv |                       |

| Szigetszentmiklósi TK Sporttelep, Szigetszentmiklós Nézőszám: 200 Játékvezető: Berger József (magyar) Asszisztensek: Kormányos II. Gábor, Szvetnyik Bence |

| 13. forduló 2014. november 8. 13:30 |

| Szeged 2011 | 0 - 3               | Békéscsaba 1912 Előre |
| ----------- | ------------------- | --------------------- |
|             | (0 - 2) Jegyzőkönyv |                       |

| Grosics Akadémia Sporttelep, Gyula Nézőszám: 600 Játékvezető: Takács János (magyar) Asszisztensek: Demeter János, Szilágyi Norbert és Nazsa Tamás |

| 14. forduló 2014. november 15. 13:00 |

| Soroksár SC | 1 - 0               | Békéscsaba 1912 Előre |
| ----------- | ------------------- | --------------------- |
|             | (0 - 0) Jegyzőkönyv |                       |

| Soroksár TE Sporttelep, Budapest Nézőszám: 400 Játékvezető: Fábián Mihály (magyar) Asszisztensek: Galán Roland, Punyi Gyula és Karakó Ferenc |

| 15. forduló 2014. november 22. 13:00 |

| Ceglédi VSE | 0 - 3               | Békéscsaba 1912 Előre |
| ----------- | ------------------- | --------------------- |
|             | (0 - 2) Jegyzőkönyv |                       |

| CVSE Malomtószél Sporttelep, Cegléd Játékvezető: Botló Béla (magyar) Asszisztensek: Vígh-Tarsonyi Gergő, Máyer Gábor és Zierkelbach Péter |

#### Tavaszi szezon
| 16. forduló 2015. február 21. |

| Zalaegerszegi TE FC | – | Békéscsaba 1912 Előre |
| ------------------- | - | --------------------- |
|                     |   |                       |

| Zalaegerszeg |

| 17. forduló 2015. február 28. |

| Békéscsaba 1912 Előre | – | Aquital FC Csákvár |
| --------------------- | - | ------------------ |
|                       |   |                    |

| Kórház utcai stadion, Békéscsaba |

| 18. forduló 2015. március 7. |

| Soproni VSE-GYSEV | – | Békéscsaba 1912 Előre |
| ----------------- | - | --------------------- |
|                   |   |                       |

| Sopron |

| 19. forduló 2015. március 14. |

| Békéscsaba 1912 Előre | – | Mezőkövesd-Zsóry FC |
| --------------------- | - | ------------------- |
|                       |   |                     |

| Kórház utcai stadion, Békéscsaba |

| 20. forduló 2015. március 21. |

| Gyirmót FC Győr | – | Békéscsaba 1912 Előre |
| --------------- | - | --------------------- |
|                 |   |                       |

| Gyirmót |

| 21. forduló 2015. március 28. |

| Békéscsaba 1912 Előre | – | Vasas SC |
| --------------------- | - | -------- |
|                       |   |          |

| Kórház utcai stadion, Békéscsaba |

| 22. forduló 2015. április 5. |

| Balmaz Kamilla Gyógyfürdő | – | Békéscsaba 1912 Előre |
| ------------------------- | - | --------------------- |
|                           |   |                       |

| Balmazújváros |

| 23. forduló 2015. április 11. |

| Békéscsaba 1912 Előre | – | FC Ajka |
| --------------------- | - | ------- |
|                       |   |         |

| Kórház utcai stadion, Békéscsaba |

| 24. forduló 2015. április 18. |

| Kaposvári Rákóczi FC | – | Békéscsaba 1912 Előre |
| -------------------- | - | --------------------- |
|                      |   |                       |

| Kaposvár |

| 25. forduló 2015. április 25. |

| FGSZ Siófok | – | Békéscsaba 1912 Előre |
| ----------- | - | --------------------- |
|             |   |                       |

| Siófok |

| 26. forduló 2015. május 2. |

| Békéscsaba 1912 Előre | – | Szolnoki MÁV-Stadler Rail |
| --------------------- | - | ------------------------- |
|                       |   |                           |

| Kórház utcai stadion, Békéscsaba |

| 27. forduló 2015. május 9. |

| Békéscsaba 1912 Előre | – | Szigetszentmiklósi TK |
| --------------------- | - | --------------------- |
|                       |   |                       |

| Kórház utcai stadion, Békéscsaba |

| 28. forduló 2015. május 16. |

| Békéscsaba 1912 Előre | – | Szeged 2011 |
| --------------------- | - | ----------- |
|                       |   |             |

| Kórház utcai stadion, Békéscsaba |

| 29. forduló 2015. május 23. |

| Békéscsaba 1912 Előre | – | Soroksár SC |
| --------------------- | - | ----------- |
|                       |   |             |

| Kórház utcai stadion, Békéscsaba |

| 30. forduló 2015. május 30. |

| Békéscsaba 1912 Előre | – | Ceglédi VSE |
| --------------------- | - | ----------- |
|                       |   |             |

| Kórház utcai stadion, Békéscsaba |

### Merkantil Bank NB II Liga 2014-2015 Tabella

#### Őszi Tabella
| #   | Csapat                | LM | GY | D | V | GA    | P  |
| --- | --------------------- | -- | -- | - | - | ----- | -- |
| 1.  | Vasas SC              | 15 | 10 | 0 | 5 | 34:19 | 30 |
| 2.  | Békéscsaba 1912 Előre | 15 | 10 | 0 | 5 | 22:17 | 30 |
| 3.  | Mezőkövesdi SE        | 15 | 8  | 5 | 2 | 29:15 | 29 |
| 4.  | Gyirmót FC Győrt      | 15 | 8  | 5 | 2 | 26:14 | 29 |
| 5.  | Szolnoki MÁV FC       | 15 | 8  | 4 | 3 | 28:22 | 28 |
| 6.  | Szeged 2011           | 15 | 7  | 2 | 6 | 18:17 | 23 |
| 7.  | Zalaegerszegi TE      | 15 | 5  | 5 | 5 | 22:23 | 20 |
| 8.  | Soproni VSE           | 15 | 5  | 5 | 5 | 22:24 | 20 |
| 9.  | Soroksár SC           | 15 | 6  | 2 | 7 | 19:21 | 20 |
| 10. | Szigetszentmiklósi TK | 15 | 5  | 5 | 5 | 13:15 | 20 |
| 11. | FC Ajka               | 15 | 4  | 4 | 7 | 21:22 | 16 |
| 12. | Kaposvári Rákóczi FC  | 15 | 4  | 4 | 7 | 16:18 | 16 |
| 13. | Restart-Ceglédi VSE   | 15 | 2  | 8 | 5 | 16:22 | 14 |
| 14. | Csákvári TK           | 15 | 2  | 5 | 8 | 19:27 | 11 |
| 15. | BFC Siófok            | 15 | 1  | 8 | 6 | 21:31 | 11 |
| 16. | Balmazújvárosi FC     | 15 | 2  | 4 | 9 | 17:36 | 10 |

Jelmagyarázat: # - hely, LM - Lejátszott Mérkőzés, GY- Győzelem, D - Döntetlen, V - Vereség, GA - Gólarány, P - Pont

### Magyar Kupa 2014-2015
| 1. forduló 2014. augusztus 9. 17:00 |

| Dunaharaszti MTK | 1 – 2               | Békéscsaba 1912 Előre |
| ---------------- | ------------------- | --------------------- |
|                  | (1 – 1) Jegyzőkönyv |                       |

| Dunaharaszti MTK Sporttelep, Dunaharaszti Játékvezető: Ducsai József (magyar) Asszisztensek: Berényi Ákos, Szert Balázs |

| 2. forduló 2014. szeptember 9. 15:30 |

| Békéscsaba 1912 Előre | 3 – 1               | FGSZ Siófok |
| --------------------- | ------------------- | ----------- |
|                       | (1 – 0) Jegyzőkönyv |             |

| Kórház utcai stadion, Békéscsaba Játékvezető: Berger József (magyar) Asszisztensek: Szvetnyik Bence, Sebestyén László |

| 3. forduló 2014. szeptember 24. 15:00 |

| Salgótarjáni BTC | 1 – 3               | Békéscsaba 1912 Előre |
| ---------------- | ------------------- | --------------------- |
|                  | (0 – 0) Jegyzőkönyv |                       |

| Salgótarjáni Tóstrandi Sporttelep, Salgótarján Játékvezető: Radványi Ádám (magyar) Asszisztensek: Pápai Zoltán, Vígh-Tarsonyi Gergő |

| 4. forduló 2014. október 29. 18:00 |

| Aquital FC Csákvár | 2 – 1               | Békéscsaba 1912 Előre |
| ------------------ | ------------------- | --------------------- |
|                    | (0 – 1) Jegyzőkönyv |                       |

| Csákvári TK Sporttelep, Csákvár Játékvezető: Szilasi Szabolcs (magyar) Asszisztensek: Erős Gábor, Aradi József és Radványi Ádám |

### Liga Kupa 2014-2015

#### Csoport kör
| 1. forduló 2014. szeptember 2. 15:00 |

| Békéscsaba 1912 Előre | 2 - 3               | Kecskeméti TE |
| --------------------- | ------------------- | ------------- |
|                       | (1 - 3) Jegyzőkönyv |               |

| Kórház utcai stadion, Békéscsaba Játékvezető: Nazsa Tamás (magyar) Asszisztensek: Horváth Róbert, Tőkés Róbert |

| 2. forduló 2014. szeptember 16. 16:00 |

| Debreceni VSC | 2 - 3               | Békéscsaba 1912 Előre |
| ------------- | ------------------- | --------------------- |
|               | (1 - 2) Jegyzőkönyv |                       |

| DVSC Stadion, Debrecen Játékvezető: Nagy Róbert (magyar) Asszisztensek: Márkus Tamás, Punyi Gyula |

| 3. forduló 2014. október 7. 15:00 |

| Békéscsaba 1912 Előre | 2 - 0               | Szeged 2011 |
| --------------------- | ------------------- | ----------- |
|                       | (2 - 0) Jegyzőkönyv |             |

| Kórház utcai stadion, Békéscsaba Játékvezető: Takács János (magyar) Asszisztensek: Varga Zsolt, Kulcsár Judit |

| 4. forduló 2014. október 16. 15:00 |

| Szeged 2011 | 1 - 3               | Békéscsaba 1912 Előre |
| ----------- | ------------------- | --------------------- |
|             | (1 - 0) Jegyzőkönyv |                       |

| Grosics Akadémia Sporttelep, Gyula Játékvezető: Karakó Ferenc (magyar) Asszisztensek: Demeter János, Galán Roland |

| 5. forduló 2014. november 12. 13:30 |

| Békéscsaba 1912 Előre | 0 - 6               | Debreceni VSC |
| --------------------- | ------------------- | ------------- |
|                       | (0 - 1) Jegyzőkönyv |               |

| Kórház utcai stadion, Békéscsaba Játékvezető: Berke Balázs (magyar) Asszisztensek: Kispál Róbert, Pápai Zoltán |

| 6. forduló 2014. november 18. 15:00 |

| Kecskeméti TE | 2 - 0               | Békéscsaba 1912 Előre |
| ------------- | ------------------- | --------------------- |
|               | (1 - 0) Jegyzőkönyv |                       |

| Széktói Stadion, Kecskemét Játékvezető: Nagy Róbert (magyar) Asszisztensek: Varga Zsolt, Márkus Tamás |

#### Tabella
| Csapat                | M | Gy | D | V | G+ | G– | Gk  | P  |
| --------------------- | - | -- | - | - | -- | -- | --- | -- |
| Debreceni VSC         | 6 | 4  | 1 | 1 | 17 | 4  | +13 | 13 |
| Békéscsaba 1912 Előre | 6 | 3  | 0 | 3 | 10 | 14 | –4  | 9  |
| Kecskeméti TE         | 6 | 2  | 1 | 3 | 6  | 9  | –3  | 7  |
| Szeged 2011           | 6 | 1  | 2 | 3 | 5  | 11 | –6  | 5  |

|            | DEB   | BÉK   | KTE   | SZE   |
| ---------- | ----- | ----- | ----- | ----- |
| Debrecen   |       | 2 – 3 | 2 – 0 | 1 – 1 |
| Békéscsaba | 0 – 6 |       | 2 – 3 | 2 – 0 |
| Kecskemét  | 0 – 2 | 2 – 0 |       | 0 – 0 |
| Szeged     | 0 – 4 | 1 – 3 | 3 – 1 |       |

### Játékos statisztikák a szezonban
| Sz | Név                   | Poszt       | NBII | Gól | SL | PL | MK | Gól | SL | PL | LK | Gól | SL | PL | Össz. | Gól | SL | PL |
| -- | --------------------- | ----------- | ---- | --- | -- | -- | -- | --- | -- | -- | -- | --- | -- | -- | ----- | --- | -- | -- |
| 1  | Czuczi Márton         | Kapus       | 1    | -   | -  | -  | 2  | -   | -  | -  | 5  | -   | -  | -  | 8     | -   | -  | -  |
| 2  | Vozár Dávid           | Hátvéd      | -    | -   | -  | -  | 1  | -   | -  | -  | 4  | -   | -  | -  | 5     | -   | -  | -  |
| 3  | Birtalan Botond       | Középpályás | 6    | 1   | -  | -  | 4  | 2   | 1  | -  | 4  | 2   | -  | -  | 14    | 5   | 1  | -  |
| 4  | Tölgyesi Viktor       | Középpályás | 7    | -   | 2  | -  | 2  | -   | -  | -  | 4  | -   | -  | -  | 13    | -   | 2  | -  |
| 5  | Koszó Balázs Tibor    | Hátvéd      | -    | -   | -  | -  | -  | -   | -  | -  | -  | -   | -  | -  | -     | -   | -  | -  |
| 7  | Balázs Richárd        | Középpályás | -    | -   | -  | -  | -  | -   | -  | -  | -  | -   | -  | -  | -     | -   | -  | -  |
| 8  | Bagi István           | Középpályás | -    | -   | -  | -  | -  | -   | -  | -  | -  | -   | -  | -  | -     | -   | -  | -  |
| 9  | Prasler Thomas Michel | Csatár      | -    | -   | -  | -  | -  | -   | -  | -  | -  | -   | -  | -  | -     | -   | -  | -  |
| 10 | Lőrinczy Attila       | Középpályás | -    | -   | -  | -  | -  | -   | -  | -  | -  | -   | -  | -  | -     | -   | -  | -  |
| 11 | Balog Zsolt           | Hátvéd      | -    | -   | -  | -  | -  | -   | -  | -  | -  | -   | -  | -  | -     | -   | -  | -  |
| 13 | Pataki Zsolt          | Hátvéd      | -    | -   | -  | -  | -  | -   | -  | -  | -  | -   | -  | -  | -     | -   | -  | -  |
| 14 | Borbély Bálint        | Középpályás | -    | -   | -  | -  | -  | -   | -  | -  | -  | -   | -  | -  | -     | -   | -  | -  |
| 15 | Soós János            | Középpályás | -    | -   | -  | -  | -  | -   | -  | -  | -  | -   | -  | -  | -     | -   | -  | -  |
| 16 | Vólent Roland         | Csatár      | -    | -   | -  | -  | -  | -   | -  | -  | -  | -   | -  | -  | -     | -   | -  | -  |
| 17 | Kertész Tamás         | Csatár      | -    | -   | -  | -  | -  | -   | -  | -  | -  | -   | -  | -  | -     | -   | -  | -  |
| 18 | Király Patrik         | Középpályás | -    | -   | -  | -  | -  | -   | -  | -  | -  | -   | -  | -  | -     | -   | -  | -  |
| 19 | Balogh Miklós         | Hátvéd      | -    | -   | -  | -  | -  | -   | -  | -  | -  | -   | -  | -  | -     | -   | -  | -  |
| 20 | Szilágyi Péter        | Csatár      | -    | -   | -  | -  | -  | -   | -  | -  | -  | -   | -  | -  | -     | -   | -  | -  |
| 21 | Juhász György         | Hátvéd      | -    | -   | -  | -  | -  | -   | -  | -  | -  | -   | -  | -  | -     | -   | -  | -  |
| 22 | Viczián Ádám          | Csatár      | -    | -   | -  | -  | -  | -   | -  | -  | -  | -   | -  | -  | -     | -   | -  | -  |
| 23 | Bényei Balázs         | Hátvéd      | -    | -   | -  | -  | -  | -   | -  | -  | -  | -   | -  | -  | -     | -   | -  | -  |
| 24 | Berki Péter           | Csatár      | -    | -   | -  | -  | -  | -   | -  | -  | -  | -   | -  | -  | -     | -   | -  | -  |
| 25 | Balogh Milán          | Középpályás | -    | -   | -  | -  | -  | -   | -  | -  | -  | -   | -  | -  | -     | -   | -  | -  |
| 32 | Koszecz Krisóf        | Kapus       | -    | -   | -  | -  | -  | -   | -  | -  | -  | -   | -  | -  | -     | -   | -  | -  |
| 90 | Póser Dániel          | Kapus       | 14   | -   | -  | -  | 2  | -   | -  | -  | 1  | -   | -  | -  | 17    | -   | -  | -  |